# Grendelbruch
Grendelbruch é uma comuna francesa na região administrativa de Grande Leste, no departamento Baixo Reno. Estende-se por uma área de 14,57 km². Em 2010 a comuna tinha 1 225 habitantes (densidade: 84,1 hab./km²).